# Lorenzo López
Lorenzo López (Callao, Perú; 12 de abril de 1915-3 de noviembre de 1990) fue un futbolista peruano. Desempeñó como defensa izquierdo.

## Trayectoria
Fue un futbolista del Callao que jugó como defensa. Iniciándose en los calichines del Sport Boys Association, para luego pasar al Club Atlético Chalaco y Universitario de Deportes. También tuvo un paso por el futbol de Venezuela.

## Clubes
| Club                           | País      | Año         |
| ------------------------------ | --------- | ----------- |
| Sport Boys Association         | Perú      | 1929        |
| Club Federico Fernandini       | Perú      | 1930 - 1931 |
| Club Atlético Telmo Carbajo    | Perú      | 1932 - 1939 |
| Club Atlético Chalaco          | Perú      | 1940 - 1943 |
| Club Universitario de Deportes | Perú      | 1944 - 1945 |
| Unión Sport Club               | Venezuela | 1946        |
| Club Ciclista Lima             | Perú      | 1947 - 1948 |
| Club Unión Callao de Deportes  | Perú      | 1949        |
| Club Atlético Telmo Carbajo    | Perú      | 1951        |

## Palmarés
| Título                    | Club                      | País | Año  |
| ------------------------- | ------------------------- | ---- | ---- |
| Primera División del Perú | Universitario de Deportes | Perú | 1945 |